# Demografía de Laos
El siguiente artículo describe las características de la demografía de Laos

## Población
Para el 2008, Laos tiene una población de 6 677 534 lo cual supone una densidad de 29 hab./km². Alrededor de un cuarto de la población vive en las regiones montañosas, el resto a lo largo del río Mekong y sus afluentes. Más del 78 % habita en aldeas rurales. Ya para el 2018 se estima un total de aproximadamente 7.06 millones de habitantes.

## Estadísticas vitales
| Period | Live births per year | Deaths per year | Natural change per year | CBR1 | CDR1 | NC1  | TFR1 | IMR1  |
| --- | -------------------- | --------------- | ----------------------- | ---- | ---- | ---- | ---- | ----- |
| 1950-1955 | 80,000               | 37,000          | 43,000                  | 44.8 | 20.9 | 23.9 | 5.94 | 167.1 |
| 1955-1960 | 87,000               | 40,000          | 47,000                  | 43.2 | 20.1 | 23.1 | 5.96 | 160.1 |
| 1960-1965 | 96,000               | 44,000          | 52,000                  | 42.4 | 19.3 | 23.1 | 5.97 | 153.5 |
| 1965-1970 | 107,000              | 47,000          | 60,000                  | 42.3 | 18.7 | 23.6 | 5.98 | 147.0 |
| 1970-1975 | 122,000              | 52,000          | 70,000                  | 42.5 | 18.1 | 24.4 | 5.99 | 140.5 |
| 1975-1980 | 132,000              | 54,000          | 78,000                  | 42.2 | 17.2 | 25.0 | 6.15 | 132.4 |
| 1980-1985 | 145,000              | 56,000          | 90,000                  | 42.2 | 16.2 | 26.0 | 6.36 | 122.6 |
| 1985-1990 | 165,000              | 56,000          | 109,000                 | 42.1 | 14.4 | 27.7 | 6.27 | 107.6 |
| 1990-1995 | 180,000              | 53,000          | 127,000                 | 40.0 | 11.9 | 28.1 | 5.88 | 88.3  |
| 1995-2000 | 170,000              | 48,000          | 122,000                 | 33.6 | 9.4  | 24.2 | 4.81 | 70.8  |
| 2000-2005 | 154,000              | 44,000          | 110,000                 | 29.9 | 9.1  | 20.8 | 3.90 |       |
| 2005-2010 | 144,000              | 39,000          | 105,000                 | 28.1 | 7.9  | 20.2 | 3.40 |       |
| 2010-2015 |                      |                 |                         | 25.6 | 7.0  | 18.6 | 2.93 |       |
| 2015-2020 |                      |                 |                         | 23.8 | 6.5  | 17.3 | 2.70 |       |
| 2020-2025 |                      |                 |                         | 21.4 | 6.2  | 15.2 | 2.48 |       |
| 2025-2030 |                      |                 |                         | 19.3 | 6.2  | 13.1 | 2.30 |       |
| 1 CBR = crude birth rate (per 1000); CDR = crude death rate (per 1000); NC = natural change (per 1000); TFR = total fertility rate (number of children per woman); IMR = infant mortality rate per 1000 births |                      |                 |                         |      |      |      |      |       |

Births and deaths
| Year | Population | Live births | Deaths | Natural increase | Crude birth rate | Crude death rate | Rate of natural increase | TFR  |
| ---- | ---------- | ----------- | ------ | ---------------- | ---------------- | ---------------- | ------------------------ | ---- |
| 1976 | 2,886,000  |             |        |                  |                  |                  |                          |      |
| 1980 | 3,199,000  |             |        |                  |                  |                  |                          |      |
| 1985 | 3,618,000  |             |        |                  |                  |                  |                          |      |
| 1990 | 4,140,000  |             |        |                  |                  |                  |                          |      |
| 1995 | 4,605,000  |             |        |                  | 41.3             | 15.1             | 26.2                     | 5.40 |
| 2000 | 5,218,000  |             |        |                  |                  |                  |                          |      |
| 2005 | 5,619,000  |             |        |                  | 34.7             | 9.8              | 24.9                     | 4.50 |
| 2009 |            |             |        |                  | 30.7             | 8.4              | 22.3                     | 3.90 |
| 2010 | 6,256,000  |             |        |                  | 29.9             | 8.0              | 21.9                     | 3.70 |
| 2011 | 6,385,000  |             |        |                  | 28.0             | 7.7              | 20.3                     | 3.50 |
| 2012 | 6,514,000  |             |        |                  | 28.1             | 7.4              | 20.7                     | 3.40 |
| 2013 | 6,644,000  |             |        |                  | 27.5             | 6.5              | 21.0                     | 3.22 |
| 2014 | 6,809,000  |             |        |                  | 26.6             | 6.3              | 20.3                     | 3.03 |
| 2015 | 6,492,000  |             |        |                  | 26.6             | 6.3              | 20.3                     | 3.06 |
| 2016 | 6,787,000  |             |        |                  | 24.6             | 7.7              | 16.9                     | 2.90 |
| 2017 | 6,901,000  |             |        |                  | 24.0             | 7.5              | 16.5                     | 2.82 |
| 2018 | 7,013,000  |             |        |                  | 23.3             | 7.4              | 15.9                     | 2.76 |
| 2019 | 7,123,000  |             |        |                  | 22.7             | 7.2              | 15.5                     | 2.68 |

## Etnias
Censo de 2005: Lao 52,54 % (2 403 891), Khmou 11 %, Phutai 10,3 %, Hmong 6,89 % (315.465), Leu 2,6 %, Katang 2,1 %, Makong 2 %, Kor 1,4 %, Xuay 1 %, Laven 0,9 %, Phounoy 0,8 %, Taoey 0,7 %, Nhuane 0,6 %, otros 7,17 %

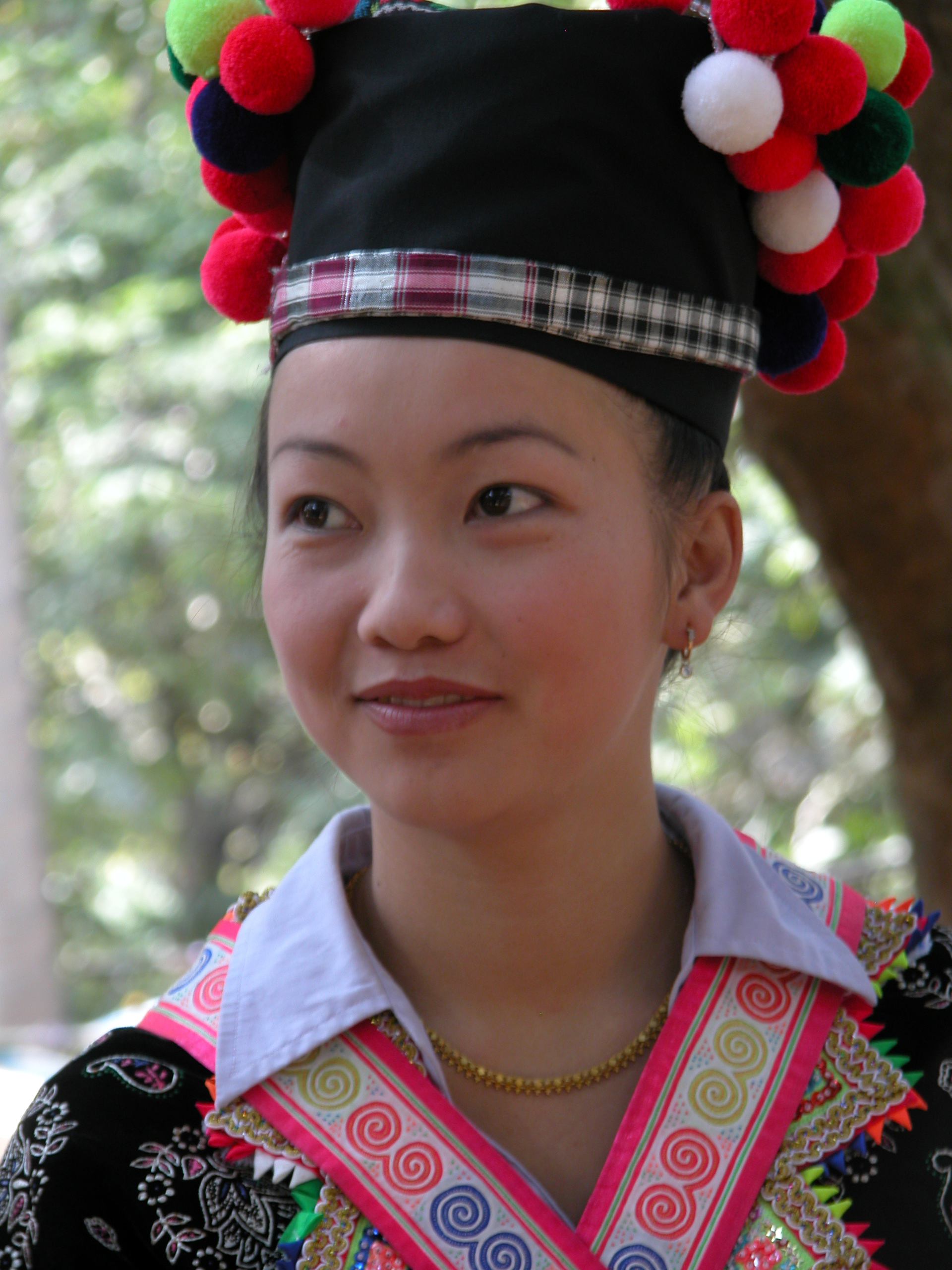
In Luang Prabang, a young woman at the time of a Hmong Meeting Festival.

La mayoría de los especialistas están de acuerdo en la clasificación etnolinguística utilizada en el país. Para los propósitos del censo del 1995, el gobiernor reconoció 149 grupos étnicos dentro de un total de 47 principales etnias. ElLao Front for National Construction (LFNC) recientemente revisó la lista y actualizó la clasifación incluyendo 49 etnias principales con un total de 160 grupos étnicos.
El término minorías étnicas es usado por algunos para clasificar a aquellos grupos no-laosianos. These 160 ethnic groups speak a total of 82 distinct living languages.
Lao 53.2%, Khmu 11%, Hmong 9.2%, y otros (unos 100 grupos étnicos menores) 26.6% (censo de 2015).
| Étnico grupo                                                             | Language family     | censo 1985 | censo 1985 | censo 1995 | censo 1995 | censo 2005 | censo 2005 | censo 2015 | censo 2015 |
| Étnico grupo                                                             | Language family     | Número     | %          | Número     | %          | Número     | %          | Número     | %          |
| ------------------------------------------------------------------------ | ------------------- | ---------- | ---------- | ---------- | ---------- | ---------- | ---------- | ---------- | ---------- |
| Lao                                                                      | kra-dai             | 1,804,101  |            | 2,403,891  | 52.5       | 3,067,005  | 54.6       | 3,427,665  | 53.2       |
| Khmu (Keummeu)                                                           | Mon-jemer           | 389,694    |            | 500,957    | 11.0       | 613,893    | 10.9       | 708,412    | 11.0       |
| Mon (Mong)                                                               | Hmong-mien          | 231,168    |            | 315,465    | 6.9        | 415,946    | 8.0        | 595,028    | 9.2        |
| Thai (Tai)                                                               | kra-dai             | 1,459      |            |            |            | 215,254    | 3.8        | 201,576    | 3.1        |
| Tai Nuea                                                                 | kra-dai             |            |            |            |            | 14,799     |            | 11,622     |            |
| Puthai (Phuthai or Phouthay)                                             | kra-dai             | 441,497    |            | 472,458    | 10.3       | 187,391    | 3.3        | 218,108    | 3.4        |
| Lü (Lue or Leu)                                                          | kra-dai             | 102,760    |            | 119,191    | 2.6        | 123,054    | 2.2        | 126,229    | 2.0        |
| Katang                                                                   | Mon-jemer           | 72,391     |            | 95,440     | 2.1        | 118,276    | 2.1        | 144,255    | 2.2        |
| Makong (So) (Bru)                                                        | Mon-jemer           | 70,382     |            | 92,321     | 2.0        | 117,872    | 2.1        | 163,285    | 2.5        |
| Akha (Kor)                                                               | Tibetano-birmanas   | 57,500     |            | 66,108     | 1.4        | 90,698     | 1.6        | 112,979    | 1.8        |
| Yrou (Laven, Loven, Jru', Yuroo)                                         | Mon-jemer           | 28,057     |            | 40,519     | 0.9        | 47,175     | 0.8        | 56,411     | 0.9        |
| Xuay (Juk, Suai, Kui, Kuy, Suay, or Shuay)                               | Mon-jemer           | 49,059     |            | 45,498     | 1.0        | 42,834     | 0.8        | 46,592     | 0.7        |
| Singsily (Phounoy) (Singsiri)                                            | Tibetano-birmanas   | 23,618     |            | 35,635     | 0.8        | 37,447     | 0.7        | 39,192     | 0.6        |
| Duon (Nhuon, Nghieu, San                                                 |                     | 33,240     |            |            |            |            |            |            |            |
| Taoey (Ta-oy)                                                            | Mon-jemer           | 24,577     |            | 30,876     | 0.7        | 32,177     | 0.6        | 45,991     | 0.7        |
| Nguan (Nguồn, Ngoaun, Nguane, Nguan or Nguane)                           | Mon-jemer           | 988        |            |            |            | 29,442     | 0.5        | 27,779     | 0.4        |
| Iewmien (Yao, Ewmien, Mien, Ilmearn)                                     | Hmong-mien          | 18,091     |            | 22,665     | 0.5        | 27,449     | 0.5        | 32,400     | 0.5        |
| Phong                                                                    | Mon-jemer           | 18,165     |            | 21,395     | 0.5        | 26,314     | 0.5        | 30,696     | 0.5        |
| Brao (Larvae)                                                            | Mon-jemer           | 16,434     |            | 17,544     | 0.4        | 22,772     | 0.4        | 26,010     | 0.4        |
| Katu                                                                     | Mon-jemer           | 14,676     |            | 17,024     | 0.4        | 22,759     | 0.4        | 28,378     | 0.4        |
| Oey (Oy or Oi)                                                           | Mon-jemer           | 11,194     |            | 14,947     | 0.3        | 22,458     | 0.4        | 23,513     | 0.4        |
| Pray (Prai)                                                              | Mon-jemer           |            |            | 15,000     | 0.3        | 21,922     | 0.4        | 28,732     | 0.4        |
| Lamed (Lamet)                                                            | Mon-jemer           | 14,355     |            | 16,740     | 0.3        | 19,827     | 0.4        | 22,383     | 0.3        |
| Lahu (Musir, Mussor, Lahoo, or Lahou)                                    | Tibetano-birmanas   | 9,200      |            | 8,702      | 0.2        | 15,238     | 0.3        | 19,187     | 0.3        |
| Kriang (Griang, Grieng, Ngae, or Ngeh)                                   | Mon-jemer           | 8,917      |            | 12,189     | 0.3        | 12,879     | 0.2        | 16,807     | 0.2        |
| Hor (Haw, Ho, Hoa, Chin Haw, Yunnanese, Yunnanese Chinese, or Panthay)   | Sino-tibetanas      | 6,361      |            | 8,900      | 0.2        | 10,437     | 0.2        | 12,098     | 0.2        |
| Xingmoon (Puoc, Sing Mun, Xinhmun, or Xingmoun)                          | Mon-jemer           | 2,164      |            | 5,834      | 0.1        | 8,565      | 0.2        | 9,874      | 0.2        |
| Jeng (Cheng, Ceng, Chieng, Chenh, Jeng)                                  | Mon-jemer           | 4,540      |            | 6,511      | 0.1        | 7,559      | 0.1        | 8,688      | 0.1        |
| Nhaheun (Nyaheun, Nahoen, Nha Heun, Nha Hon, Nya Hoen, Ngahearn, Nhahem) | Mon-jemer           | 3,960      |            | 5,152      | 0.1        | 6,785      | 0.1        | 8,976      | 0.1        |
| Jemer (Khmer, Kamer, Khome)                                              | Mon-jemer           | 169        |            | 3,902      | 0.1        | 5,825      | 0.1        | 7,141      | 0.1        |
| Toum (Tum, Hung)                                                         | Mon-jemer           | 2,042      |            | 2,510      | 0.05       | 4,458      | 0.08       | 3,632      | 0.05       |
| Xaek (Saek or Sairk)                                                     | kra-dai             | 2,459      |            | 2,745      | 0.06       | 3,733      | 0.07       | 3,841      | 0.05       |
| Samtao (Sam Tao)                                                         | Mon-jemer           | 2,359      |            | 2,213      | 0.05       | 3,533      | 0.06       | 3,417      | 0.05       |
| Sila (Sida or Syla)                                                      | Tibetano-birmanas   | 1,538      |            | 1,772      | 0.04       | 2,939      | 0.05       | 3,151      | 0.05       |
| Tri (Chali, Cali, or So Tri)                                             | Mon-jemer           | 20,902     |            | 20,906     | 0.5        | 26,680     | 0.05       | 37,446     | 0.6        |
| Harak (Alak, Alack, Hahak)                                               | Mon-jemer           | 13,217     |            | 16,594     | 0.4        | 21,280     | 0.04       | 25,430     | 0.4        |
| Bid (Bit)                                                                | Mon-jemer           | 1,530      |            | 1,509      | 0.03       | 1,691      | 0.03       | 2,372      | 0.04       |
| Lolo (Alu)                                                               | Tibetano-birmanas   | 842        |            | 1,407      | 0.03       | 1,691      | 0.03       | 2,203      | 0.03       |
| Pako (Pacoh)                                                             | Mon-jemer           | 12,923     |            | 13,224     | 0.3        | 16,750     | 0.03       | 22,640     | 0.4        |
| Lavy (Lavi)                                                              | Mon-jemer           | 584        |            | 538        | 0.01       | 1,193      | 0.02       | 1,215      | 0.02       |
| Yae (Jeh, Gie, Yerh)                                                     | Mon-jemer           | 3,376      |            | 8,013      | 0.2        | 10,570     | 0.02       | 11,452     | 0.2        |
| Sadang (Sedang, Sdang, Gayong)                                           | Mon-jemer           | 520        |            | 786        | 0.02       | 938        | 0.02       | 898        | 0.01       |
| Hanyi (Hayi or Hayee)                                                    | Tibetano-birmanas   | 727        |            | 1,122      | 0.02       | 848        | 0.02       | 741        | 0.01       |
| Guan (Kuan or Tai Guan)                                                  | kra-dai             |            |            |            |            | 722        | 0.01       | 886        | 0.01       |
| Oedou (Ơ Đu, Adoo)                                                       | Mon-jemer           |            |            |            |            | 649        | 0.01       | 602        | 0.01       |
| Yang (Giáy, Nhang, Dang, or Niang)                                       | kra-dai             |            |            | 4,630      | 0.1        | 616        | 0.01       | 5,843      | 0.1        |
| Moy                                                                      |                     |            |            |            |            | 534        | 0.01       | 789        | 0.01       |
| Thin (Mal, Htin, or Thein)                                               | Mon-jemer           | 13,977     |            | 23,193     | 0.51       | 514        | 0.01       |            |            |
| Kree (Kri)                                                               | Mon-jemer           | 110        |            | 739        | 0.02       | 495        | 0.01       | 1,067      | 0.02       |
| Trieng (Talieng, Tariang, Caliang, or Treang)                            | Mon-jemer           | 23,665     |            | 23,091     | 0.5        | 29,134     | 0.5        | 38,407     | 0.6        |
| Kui (Yellow Lahu)                                                        | Tibetano-birmanas   | 6,493      |            | 6,268      | 0.1        |            |            |            |            |
| Khir                                                                     |                     |            |            | 1,639      | 0.04       |            |            |            |            |
| Numbri (Yumbri, Mlabri, or Yhumbri)                                      | Mon-jemer           | 67         |            |            |            |            |            |            |            |
| Yung                                                                     |                     |            |            |            |            | 6,160      |            |            |            |
| Thaen                                                                    |                     |            |            |            |            |            |            | 828        | 0.01       |
| Mone (Meuang or Mon)                                                     |                     | 2,022      |            | 217        | 0.00       |            |            |            |            |
| Vietnamese                                                               |                     | 12,086     |            |            |            |            |            |            |            |
| Chinese                                                                  |                     | 2,624      |            |            |            |            |            |            |            |
| Thai                                                                     |                     | 1,459      |            |            |            |            |            |            |            |
| Cambodian                                                                |                     | 274        |            |            |            |            |            |            |            |
| Burmese                                                                  |                     | 185        |            |            |            |            |            |            |            |
| Indian                                                                   |                     | 44         |            |            |            |            |            |            |            |
| French                                                                   |                     | 13         |            |            |            |            |            |            |            |
| Others & not stated                                                      | Others & not stated | 11,277     |            | 19,285     | 0.4        | 67,175     | 1.2        |            |            |
| Total                                                                    | Total               | 3,584,803  | 3,584,803  | 4,574,848  | 4,574,848  | 5,621,982  | 5,621,982  | 6,446,690  | 6,446,690  |

## Idiomas
Idioma oficial
- laosiano: 52,54 %

Otros idiomas
- francés (usado como idioma secundario)
  - es miembro de la Francofonía.
- lenguas hmong: 6,89 %
- camboyano: 3000

## Religión
El budismo Theravada es la principal religión en Laos, la cual es practicada por casi un 60% de la población. La mayoría de los miembros de las etnias Laosianas son seguidores de esta religión. Los otros grupos étnicos del país,  que corresponden a un 40-50% de la población, siguen principalmente la religión tradicional Laosiana, la cual tiene creencias diferentes según cada grupo.
Según Pew Research Center en el 2015, la religión del país se divide en:
- Budismo: 66 %
  - Theravada (mayoría)
    - Mahanikai (mayoría)
    - Thammayudh

  - Mahāyāna
- Religiones tradicionales Laosinas: 30.7 %
- cristianismo: 1,5 %
- Islam: 0.1%
- Judaísmo: 0.1%
- Hinduismo: 0.2%
- Otras/no establecidas:1.6%

## Salud
Enfermedades
- sida: 0,2 % (2007), 0,1 % (2003)
  - con sida: 5500 (2007), 1700 (2003)
  - muertes de sida: menos de 100 (2007), más de 200 (2003)

- otras enfermedades: diarrea protozoal y bacterial, hepatitis A, fiebre tifoidea, dengue, encefalitis japonesa, malaria, gripe aviaria (2008).

Es el país más afectado por las bombas de racimo.